# Ivan Vasil'evič Babuškin
Ivan Vasil'evič Babuškin, in russo Иван Васильевич Бабушкин? (Ledengskoe, 15 gennaio 1873 – Mysovsk, 31 gennaio 1906), è stato un rivoluzionario russo.

## Biografia

### La formazione
Ivan Babuškin nacque nel villaggio di Ledengskoe (dal 1941 Selo imeni Babuškina, Il paese intitolato a Babuškin) in una povera famiglia di contadini, primo di tre figli. Rimasto orfano di padre a cinque anni, fu affidato dalla madre, emigrata con gli altri figli a Pietroburgo, ad alcuni parenti, che lo costrinsero a lavorare la terra. A dieci anni lavorò come garzone di bottega, a quindici divenne apprendista a Kronštadt in una fabbrica che costruiva siluri e a venti fu assunto come operaio a cottimo dai cantieri navali Semjannikov di Pietroburgo.
Le condizioni di lavoro erano molto dure: tredici ore di lavoro al giorno, straordinari e turni notturni obbligatori, pena il licenziamento, nessuna tutela sindacale. Un compagno di lavoro gli fece conoscere la letteratura illegale, per lo più volantini di Narodnaja Volja, e la necessità di formarsi una cultura politica. Frequentò allora una di quelle scuole serali domenicali, istituite legalmente ma nelle quali si nascondeva spesso la propaganda rivoluzionaria. Nella scuola frequentata da Babuškin, nel quartiere Smolensk, insegnavano Nadežda Krupskaja e Lidija Knipovič, una ex-militante di Narodnaja Volja.
Nel 1894, attraverso Vasilij Šelgunov, un operaio che conosceva diversi intellettuali, Babuškin entrò a far parte di un gruppo di studio che si riuniva a casa sua per ascoltare un insegnante – si trattava del giovane Lenin – che li istruiva sull'economia politica di Marx e li sollecitava a intervenire su ogni problema esprimendo la loro opinione. Dovevano poi lavorare autonomamente, raccogliendo materiale sulle condizioni di vita nelle singole fabbriche di Pietroburgo e contattando personalmente, ma con estrema prudenza, altri lavoratori. Contemporaneamente, Babuškin frequentava settimanalmente un altro gruppo di operai, anch'essi istruiti da un intellettuale. Questi circoli, insieme con altri analoghi, finiranno per costituire l'Unione di lotta per l'emancipazione della classe operaia, un'organizzazione illegale socialdemocratica volta alla formazione di militanti operai, fondata nell'autunno del 1895 da Lenin, da Martov, da Radčenko e da altri ancora.
La vigilia di Natale del 1894 gli operai della Semjannikov non vennero pagati. Scoppiò così una rivolta durante la quale fu distrutto lo spaccio e fu appiccato il fuoco ad alcuni reparti dello stabilimento. L'episodio, a cui seguì anche uno sciopero nel porto di Pietroburgo, contribuì ad accelerare l'opera di agitazione all'interno delle fabbriche della capitale. Furono ciclostilati diversi volantini e fu preparato anche un opuscolo, redatto da Babuškin, di carattere esclusivamente politico, che aveva per titolo Cos'è un criminale di Stato, un rivoluzionario e un socialista.

### Cos'è un criminale di Stato

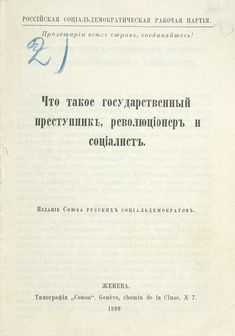
Cos'è un criminale di Stato

Nel diritto penale russo, chiunque soltanto pensi di mutare l'ordine statale è già un criminale di Stato. Chi pretenda di farlo con la forza è un rivoluzionario, e chi cerchi di operare nell'interesse di tutto il popolo lavoratore, abolendo la proprietà privata dei mezzi di produzione – scrive Babuškin – è un socialista. Nel 1861 fu abolito il servaggio sotto la pressione delle rivolte, ma è rimasta la miseria della maggior parte dei contadini che restano inchiodati alla terra dall'obbligo di pagare i riscatti e le imposte. Tale era del resto il progetto governativo della cosiddetta liberazione dei contadini: « È necessario che il contadino dalle mani del proprietario passi direttamente nelle mani del mir e dell'amministrazione, in modo che non senta nemmeno per un secondo che il controllo su di lui si è allentato », aveva dichiarato il principale teorico della riforma, il nobile latifondista Rostovzev.
Non vanno meglio le cose in città per gli operai. Nel 1845 il governo di Nicola I stabilì per legge l'equiparazione degli scioperi e delle proteste nelle fabbriche all'insurrezione contro lo Stato. Analogamente, non furono riconosciuti i diritti di riunione e di associazione, punite con il carcere e la deportazione. Se però contadini e operai sono trattati alla stregua di criminali di Stato, non per questo essi sono rivoluzionari o socialisti, anzi, in grande maggioranza non sanno come mutare l'attuale assetto della società e dello Stato, né comprendono le ragioni della loro oppressione. Non era né rivoluzionario né socialista Ivan Posoškov (1652-1726), un proprietario terriero che per aver denunciato a Pietro I le condizioni dei contadini e il parassitismo nobiliare nel suo libro Sulla povertà e la ricchezza, fu gettato in prigione come criminale di Stato, come, per gli stessi motivi, capitò poi a Navikov (1749-1818). Peggio andò, sotto Caterina e Alessandro I, al nobile Aleksandr Radiščev, e poi ai decabristi e ai petraševcy.
La guerra di Crimea dimostrò l'inferiorità della Russia rispetto alle potenze europee e la necessità di una riforma interna che non mutasse però le diseguaglianze sociali. Fu così che tra le classi colte sorse un'opposizione al regime di persone che predicarono al popolo la lotta per migliorare le proprie condizioni e i propri diritti. L'organizzazione Zemlja i Volja si limitò a un'opera di propaganda e fu colpita da arresti e deportazioni; la sua erede Narodnaja Volja programmò l'uccisione dello zar quale mezzo per costringere il governo a cedere il potere al popolo. In realtà, con l'uccisione di Alessandro II non cambiò nulla, perché lo zar e il suo governo erano soltanto un anello del potere formato in realtà da tutte le classi dominanti.
La conclusione di Babuškin è che la lotta politica dei populisti, « eroi e martiri in nome della felicità del popolo », fu però un errore perché fondata essenzialmente sulla cospirazione senza il coinvolgimento di tutte le forze operaie. Occorre essere rivoluzionari e socialisti, unendo tutte queste forze attraverso l'associazione, la stampa, la raccolta di fondi, gli scioperi, sfidando la prigione e la deportazione: « o morire da schiavi o sacrificarci nella lotta per un futuro migliore ».

### L'esilio
Alla polizia non era ignota l'attività dell'Unione di lotta e il 21 dicembre 1895 quasi tutto il suo gruppo dirigente fu arrestato. Babuškin venne arrestato nel gennaio del 1896, dopo aver distribuito dei volantini nella fabbrica Obuchov. Per tredici mesi fu rinchiuso in isolamento nel carcere preventivo di Pietroburgo e nel febbraio del 1897 fu espulso per tre anni dalla capitale. Babuškin si stabilì a Ekaterinoslav, divenuta da qualche anno un importante centro industriale, dove esisteva già un nucleo di attivisti dell'Unione di lotta formata da operai espulsi come lui da Pietroburgo.
Con una parte di loro, tra i quali era Grigorij Petrovskij, futuro dirigente bolscevico, riuscì presto a mettersi in contatto e a stabilire un embrione di organizzazione illegale.

## Scritti
- Čto takoe Gosudarstvennyj prestupnik, revoljucioner i socialist [Cos'è un criminale di Stato, un rivoluzionario e un socialista], Genève, Tipografija Sojuza, 1899
- Vospominanja 1893-1900 gg [Memorie 1893-1900], Moskva, Gosudarstvennoe izdatel'stvo političeskoj literatury, 1955